# Nátrium-szalicilát
A  nátrium-szalicilát (INN: sodium salicylate) a szalicilsav nátriumsója. A VIII. Magyar Gyógyszerkönyvben Natrii salicylas    néven hivatalos.  
 Nátrium-fenolátból és szén-dioxidból állítható elő magas hőmérsékleten és nyomáson. 
Gyógyszerként fájdalom- és lázcsillapítóként alkalmazzák. A nátrium-szalicilát nem-szteroid gyulladáscsökkentő gyógyszer és ráksejtekben apoptózist indukál. Abban az esetben javasolt a használata, ha a beteg allergiás az Aspirinre (acetilszalicilsav).

## Készítmények
- Diuratin
- Salsonin

## Külső hivatkozások
- Chemicalland21
- Some synonyms
- MSDS at Oxford University
- National Cancer Institute